# Danajon-Riffsystem
Das Danajon-Riffsystem (eng.: Danajon Bank) liegt im Süden der Camotes-See, im Norden der Insel Bohol und im Südosten der Insel Cebu vorgelagert. Es handelt sich um ein Komplex von acht großen Korallenriffen, von denen das Caubyan- und das Calituban-Riff das einzige Doppel-Barriereriff der Philippinen ausbilden, das allein eine Fläche von 271,7 km² belegt. Das Danajon-Riffsystem ist der größte Korallenriffkomplex der Philippinen und übertrifft in seinen Dimensionen bei weitem die Korallenbänke im weltweit bekannten Apo Reef Marine Natural Park, in der Mindoro-Straße.
Zum Danajon-Riffsystem werden die Inseln Mactan, Lapinin, der Olango-Archipel und 40 weitere Inseln gezählt. Geographisch dehnt sich das Riffsystem von der Straße von Cebu bis zu den Gewässern vor der Insel Leyte aus. Es hat eine Ausdehnung von 72 km Länge und die Breite variiert zwischen 9 und 25 km. Die Küstenlänge, der das Danajon-Riffsystem vorgelagert ist, beträgt ca. 699 km. Die Gewässer um das Riffsystem umfassen eine Fläche von 2.476 km².
Die Gewässer um das Danajon-Riffsystem werden als eigenständiges Ökosystem und als ein Peripheriegewässer der Camotes-See beschrieben. Die Korallenriffe dehnen sich insgesamt auf einer Fläche von 624,30 km² aus, Mangrovenwälder belegen eine Fläche von 52,50 km² an der Küstenlinie.   
Das Danajon-Riffsystem ist eines der weltweit größten Riffsysteme, eines das weitestgehend unbekannt ist und als am wenigsten erforscht gilt. Es hat eine große ökologische Bedeutung für die asiatische Region, nicht nur als marines Ökosystem, sondern auch als Rast- und Überwinterungsquartier für Zugvögel wie den Schneereiher (Egretta eulophotes).  